# 翠雀叶蟹甲草
翠雀叶蟹甲草（学名：Parasenecio delphiniphyllus）为菊科蟹甲草属的植物，在亚洲多个国家均有少量分布，日本、韩国有将此作为野菜食用。在中国大陆主要分布于云南、贵州等地的山坡林下阴湿处，于海拔1,650米至3,200米的地区，目前尚未由人工引种栽培。

## 别名
燕草叶蟹甲草（云南种子植物名录）

## 异名
- Cacalia delphiniphylla (Levl.) Hand.-Mazz.